# Svetlana Kamotskaya
Svetlana Kamotskaya (* 9. Januar 1964 in Chmelnyzkyj) ist eine ehemalige sowjetisch-belarussische Skilangläuferin.

## Werdegang
Kamotskaya holte im März 1987 in Kawgolowo mit dem 13. Platz über 10 km klassisch ihre ersten Weltcuppunkte. In der Saison 1987/88 errang sie mit Platz zehn über 10 km klassisch in Leningrad und Platz acht über 10 km Freistil in Bohinj den 32. Platz im Gesamtweltcup. In der folgenden Saison erreichte sie mit Platz vier über 10 km klassisch in Klingenthal ihre beste Einzelplatzierung im Weltcup und mit dem 24. Platz im Gesamtweltcup ihr bestes Gesamtergebnis. Im Januar 1989 wurde sie in Kawgolowo Dritte mit der Staffel.  Bei der Winter-Universiade 1989 in Witoscha gewann sie die Bronzemedaille über 10 km. Bei den Weltmeisterschaften im März 1993 in Falun belegte sie den 41. Platz über 15 km klassisch, auf den 39. Rang in der Verfolgung, auf den 37. Platz über 5 km klassisch und auf den 18. Platz über 30 km Freistil. Ihre besten Platzierungen bei den Olympischen Winterspielen im folgenden Jahr in Lillehammer waren der 44. Platz über 30 km klassisch und der 14. Rang mit der Staffel. Ihre letzten internationalen Rennen absolvierte sie bei den Olympischen Winterspielen 1998 in Nagano. Dort kam sie auf den 48. Platz über 5 km klassisch, auf den 47. Rang in der Verfolgung, auf den 42. Platz über 30 km Freistil und auf den 39. Platz über 15 km klassisch. Zudem errang sie zusammen mit Kazjaryna Antonjuk, Alena Sinkewitsch und Ljudmila Karolik den 14. Platz in der Staffel.

## Teilnahmen an Weltmeisterschaften und Olympischen Winterspielen

### Olympische Spiele
- 1994 Lillehammer: 14. Platz Staffel, 44. Platz 30 km klassisch, 45. Platz 5 km klassisch, 50. Platz 150 km Freistil
- 1998 Nagano: 14. Platz Staffel, 39. Platz 15 km klassisch, 42. Platz 30 km Freistil, 47. Platz 10 km Verfolgung, 48. Platz 5 km klassisch

### Nordische Skiweltmeisterschaften
- 1993 Falun: 18. Platz 30 km Freistil, 37. Platz 5 km klassisch, 39. Platz 10 km Verfolgung, 41. Platz 15 km klassisch

## Weltcup-Gesamtplatzierungen
| Saison  | Platz | Punkte |
| ------- | ----- | ------ |
| 1986/87 | 49.   | 3      |
| 1987/88 | 32.   | 14     |
| 1988/89 | 24.   | 20     |
| 1992/93 | 49.   | 13     |
| 1993/94 | 71.   | 1      |